# IC 670
IC 670 — галактика типу E-S0 (еліптична спіральна галактика) у сузір'ї Лев.
Цей об'єкт міститься в оригінальній редакції індексного каталогу.